# KUD "Sv. Juraj" Primošten Stanovi
KUD "Sv. Juraj" Primošten Stanovi je društvo koje ima zadatak čuvanje, širenje, i promicanje primoštenske, županijske, hrvatske i ostale kulturne baštine, te razvijanje ljubavi za amaterski rad i druženje u glazbenoj, dramskoj, folklornoj i literalnoj sekciji.

## Povijest
KUD "Sv. Juraj" osnovan je 1998. godine na inicijativu nekolicine starijih osoba entuzijasta ljubitelja svog kraja i običaja.
U svom osmogodišnjem radu imali su uspješnih nastupa diljem Hrvatske, kao što su smotre folklora u: Metkoviću, Slavonskom Brodu, Kninu, Bjelovaru, Muću, Svilaji, Koprivnici, Zagori, Vukšiću, Benkovcu, a posebno treba naglasiti sudjelovannje na 38. Međunarodnoj smotri folklora u Zagrebu povodom 300 obljetnice smrti našeg najvećeg pjesnika i pisca Fra Andrije Kačića Miošića.
Snimljeni su i spotovi za japansku nacionalnu televiziju, a za talijansku televiziju Rai 1 te američku nacionalnu televiziju,[koja?] u kojoj su pokazana sva privredna, turistička i kulturna baština cijelog primoštenskog kraja.